# كاجابيو
كاجابيو بلدية في ولاية مارانهاو في المنطقة الشمالية الشرقية من البرازيل.